# Varitätenverband
Ein Varitätenverband ist in der Linguistik ein Verband von linguistischen Varietäten einer Sprache. Er ähnelt der Sprachgruppe, umfasst aber nur eng miteinander verbundene Varietäten einer gemeinsamen Dachsprache. Man unterscheidet dabei zwischen Vollvarietäten, Sprechlagen und sektoralen Varietäten, wie Fachsprachen. Die Varietäten eines Varitätenverbands stehen den Sprechern möglicherweise nicht alle zur Verfügung, aber diese beherrschen in der Regel einige, unter denen sie aufgrund von sozialen, situativen, oder räumlichen Gegebenheiten und Kontexten eine jeweils geeignete auswählen.